# 俞興植
俞興植（1951年11月17日—）是韩国籍樞機，现為聖座聖職部部長。他是第一位在教廷擔任部長的韩国人。 他曾在2005年至2021年担任天主教大田教区主教。
2022年5月29日，教宗方济各宣布，他将在8月27日举行的主教会议上任命俞興植为樞機。 俞興植是韓國第四位樞機，也是其中第一位沒當過首爾總主教的樞機。